# غزة (فلم 2019)
فيلم غزة 2019 هو فيلم وثائقي من إخراج الأيرلنديين غاري كين وأندرو ماكونيل. عُرض لأول مرة في مهرجان صاندانس السينمائي. يُصور الحياة اليومية لمواطني قطاع غزة في دولة فلسطين. اُختير الفيلم كمدخل إيرلندي للتنافس على جائزة الأوسكار لأفضل فيلم بلغة أجنبية في حفل توزيع جوائز الأوسكار الثاني والتسعون، ولكنه لم يترشيح.

## وصلات خارجية
- الفيلم  في قاعدة بيانات الأفلام على الإنترنت (بالإنجليزية)